# Église de Saint-Fabien-de-Panet
L'église Saint-Fabien-de-Panet est un lieu de culte catholique situé au cœur du village de Saint-Fabien-de-Panet au Québec (Canada). Cette église a été construite en 1910 dans le but de remplacer une précédente chapelle construite en 1903-1904. Elle a été construite par Elzéar Métivier de Saint-Damien-de-Buckland avec les plans de l'architecte Joseph-Pierre Ouellet. Elle a été classée immeuble patrimonial par la municipalité de Saint-Fabien-de-Panet le 4 juin 2024.

## Histoire

### Première chapelle
Le territoire actuel de Saint-Fabien-de-Panet est connu comme étant la mission Saint-Théodore à partir de 1901 en honneur du curé Joseph-Théodore Mercier de Saint-Magloire. Le 15 mars 1902, le curé Joseph-Fabien Dumais célèbre une première messe sur le territoire de la mission, elle fut célébrée dans la maison d'Alphonse Brisson.
Le 27 septembre 1902, l'archevêque de Québec lors d'une visite dans la mission fixe lui-même le site pour la construction d'une chapelle. Les travaux de cette chapelle commencent en octobre 1903 et est complétée en novembre 1904. Il s'agit d'un bâtiment de deux étages de 40 pieds par 36 pieds, le rez-de-chaussée sert de chapelle et l'étage supérieur sert de résidence pour le prêtre.
En 1904, l'archevêque Louis-Nazaire Bégin donne le nom de Saint-Fabien-de-Panet à la paroisse, le toponyme retenu rappelle le souvenir du curé Joseph-Fabien Dumais ainsi que le nom du canton de Panet.
En 1906, il est décidé que les deux étages du bâtiment serviront de chapelle, l'étage supérieur est modifié pour y faire un jubé ainsi que des arcades. Après la construction de l'église actuelle, le bâtiment sert de sacristie pour quelques années avant d'être déménagé à l'Est de l'église. Le bâtiment reçoit plusieurs transformations au fil des ans et a différentes utilisations : salle paroissiale, salon funéraire, salle d'activités et logements.

### Construction de l'église
Lors d'une assemblée tenue le 28 juillet 1909, il est décidé de procéder à la construction d'une église qui devra être livrée pour le 1er novembre 1910. Les plans sont approuvés par Monseigneur Bégin le 10 août 1909.
L'église est construite principalement en bois et mesure 130 pieds de longueur et 56 pieds de largeur. Le bois de charpente, les planches et les madriers sont fournis par les paroissiens alors que les autres matériaux de construction sont fournis par l'entrepreneur Elzéar Métivier.
Elzéar Métivier n'en ait pas à sa première réalisation d'édifices religieux, il a précédemment construit les églises de Notre-Dame-Auxiliatrice-de-Buckland en 1870, de Saint-Magloire en 1875, de Sainte-Anastasie de Lyster de 1878-1881, de Saint-Gilles en 1882-1883, de Saint-Damien-de-Buckland en 1883-1884, de Saint-Désiré de Black Lake en 1892, de Saint-Malachie en 1896-1897, de Sainte-Rose-de-Watford en 1898, de Saint-Ludger en 1901, de Saint-Prosper en 1902-1903, de Saint-Martin en 1902-1903, de Notre-Dame-du-Bon-Conseil de Honfleur en 1903-1904, de Saint-Maxime de Scott en 1903-1905, du Sacré-Cœur-de-Jésus d'East Broughton en 1906-1908 et de Sainte-Sabine en 1907.
Les travaux commencent le 12 juin 1910 après plusieurs corvées pour transport la pierre des fondations. Les travaux sont achevés le 16 octobre de la même année à l'exception de la couverture du clocher.

### Parachèvement de l'église
L'église est bénite le 18 juillet 1911 par monseigneur Bégin. La même journée, la bénédiction des trois cloches est effectuée. Les trois cloches ont été fabriquées par la firme américaine Meneely (en) de Watervliet dans l'état de New York. Les trois cloches nommées Louis-Nazaire-Fabien, Paul-Eugène-Édouard et Jeanne d'Arc pèsent respectivement 1200 livres, 800 livres et 450 livres. Les cloches sont hissées dans le clocher le même jour.
Le 15 février 1920, lors d'une assemblée, la décision est prise de parachever l'église en y construisant un chœur et une sacristie selon les plans de 1910.
L'autel liturgique est édifié par l'abbé Arthur Ferland en 1937 et continuer par l'abbé Dumont à la suite du décès de l'abbé Ferland.

### Restaurations
En 1956, il est décidé d'effectuer une restauration majeure de l'église. Les travaux, effectués au coût de 18 000$, sont faits par Albéric Bilodeau de Sainte-Marie. L'intérieur est repeint, les fenêtres sont réparées, les planchers sont sablés puis vernis, l'orgue est nettoyé et la chaire est changée.
À l'extérieur, le clocher est repeint et la toiture de l'église et de la sacristie sont complètement changées. Lors des travaux, un ouvrier, Clément Bilodeau, décède à la suite d'une chute lors de travaux dans la voûte.
Divers travaux sont effectués au fil des ans, c'est le cas du remplacement de la toiture en 1959 et en 1999. Des travaux de peinture ont lieu en 1968 et 1980. La sacristie est convertie en 1996 pour y aménager les bureaux de la fabrique.

### Orgue
En juin 1919, les marguilliers décident de doter l'église d'un orgue, leur choix s'arrête sur un orgue usagé Louis Mitchell provenant de l'église Sainte-Madeleine de Rigaud. La fabrique l'acquière pour la somme de 1000$, la maison Casavant Frères l'expédie par train jusqu'à la gare de Daaquam avant de l'installer, de le réharmoniser et de le remettre en aussi bon état que possible.
En 1960, une soufflerie est ajoutée à l'orgue par Émile Goulet, accordeur d'orgues de Charny. Par la suite, faute d'entretien, l'instrument se dégrade au point de devenir muet, l'instrument reste tout de même très bien conservé.
En 1997, la maison Juget-Sinclair restaure l'orgue à la suite de l'obtention d'une subvention de la fondation du Patrimoine religieux du Québec. Deux jeux, un clairon de 4 pieds au grand-orgue et un bourdon de 8 pieds au récit, sont ajoutés.
La fin des travaux en octobre 1997 est marquée par un concert de la chorale de Montmagny-Sud, de l'ensemble vocal de la Côte-du-Sud, du ténor Guy Bélanger et de l'organiste Jacques Boucher.